# لادیز
لادیز، شهری در بخش لادیز شهرستان میرجاوه در استان سیستان و بلوچستان ایران است. این شهر، مرکز بخش لادیز است.
این شهر در تاریخ ۲۲ خرداد ۱۳۹۸ از ادغام دو روستای سرگه بالا و سرگه پایین تشکیل شد.

## جغرافیا
شهر لادیز در ۲۵ کیلومتری جنوب غربی شهر میرجاوه و در مسیر میرجاوه به جون‌آباد قرار گرفته‌است.
این شهر از سطح دریا ۱۲۰۰ متر ارتفاع دارد و اقلیم آن گرم و خشک است.

## جمعیت
بر پایه سرشماری عمومی نفوس و مسکن در سال ۱۳۹۵، جمعیت شهر لادیز برابر با ۴۶۴ نفر (۱۱۷ خانوار) بوده‌است.